# Calendario giapponese
Il calendario giapponese, noto anche come Wareki (和暦?), era il calendario in uso in Giappone fino al 1873, quando con il rinnovamento Meiji fu introdotto il calendario gregoriano. Tale calendario era lunisolare ed era adattato dal calendario cinese e prevedeva una settimana (Rokuyo) di sei giorni: Taian, Butsumetsu, Senpu, Tomobiki, Shakko e Sensho. Attualmente di questo calendario viene usata soltanto la suddivisione in ere e conseguentemente la numerazione degli anni.

## Le ere
Il calendario giapponese riconosce un'era per ciascun regno di un imperatore. L'era corrente è l'era Reiwa (令和), iniziata nell'anno 2019 del calendario gregoriano: l'anno 2020 del calendario gregoriano, ad esempio, corrisponderà all'anno 令和 2 reiwa del calendario giapponese. Il primo anno di un'era, inoltre, viene denominato gennen (元年). Pertanto, l'anno 2019 del calendario gregoriano è l'anno 令和 元年 del calendario giapponese.
L'anno 1 di ogni era va dal giorno dell'insediamento del nuovo imperatore fino alla fine dell'anno, mentre l'ultimo anno va dal 1º gennaio fino al giorno della morte (o dell’abdicazione) dell'imperatore. Perciò il primo e l'ultimo anno di ogni era sono generalmente più corti.
L'attuale imperatore Naruhito (徳仁) è salito al trono il primo maggio 2019, che è diventato il primo anno dell'era Reiwa (令和元年). Dunque il 2019 è l'anno Reiwa 1 (o 令和 1).
L'era precedente è stata l'era "Heisei" (平成), durante il regno dell'imperatore Akihito (明仁). Poiché Akihito abdicò il 30 aprile 2019, i giorni del 2019 fino a quella data appartengono all'anno Heisei 31 e i restanti giorni del 2019 all'anno 1 Reiwa.

## L'anno imperiale
Con l'introduzione del calendario gregoriano, per volontà dell'imperatore Meiji venne anche introdotto il computo degli anni noto come anno imperiale (皇紀?, kōki) (a volte anche detto kigen 紀元), che partiva dalla fondazione dell'impero avvenuta tradizionalmente nel 660 a.C. a opera del leggendario imperatore Jinmu. L'anno imperiale non sostituiva quello dell'era, ma si affiancava ad esso.
Per l'anno imperiale 2600, corrispondente al 1940, era prevista una serie di grandi celebrazioni culminanti nei Giochi della XII Olimpiade, ma lo scoppio della seconda guerra sino-giapponese e poi della seconda guerra mondiale ne causarono l'annullamento.
Dopo la guerra, con l'occupazione alleata, il computo venne definitivamente abolito nel 1948.

## Le stagioni
| Nome italiano | Nome giapponese | Trascrizione in caratteri latini | Date limite tradizionali | Giorni  |
| ------------- | --------------- | -------------------------------- | ------------------------ | ------- |
| Primavera     | 春              | haru                             | 5 febbraio – 6 maggio    | 90 o 91 |
| Estate        | 夏              | natsu                            | 7 maggio – 8 agosto      | 93      |
| Autunno       | 秋              | aki                              | 9 agosto – 7 novembre    | 90      |
| Inverno       | 冬              | fuyu                             | 8 novembre – 4 febbraio  | 88      |

## I mesi

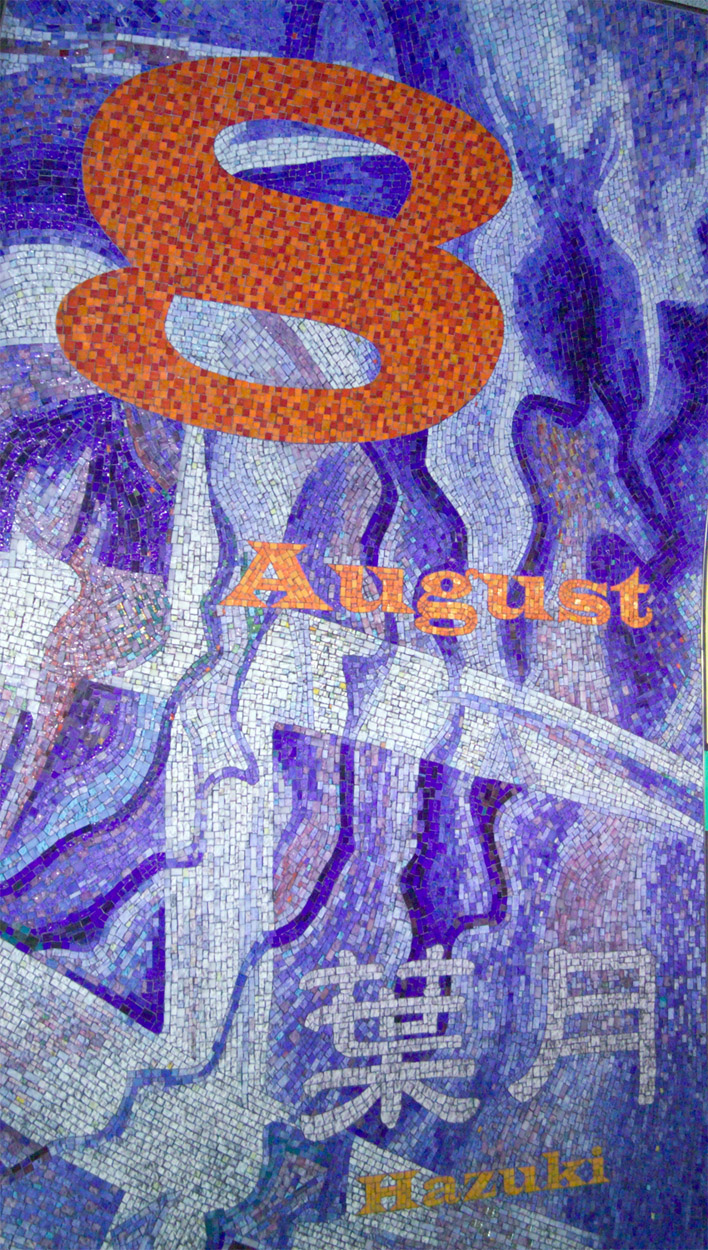
Murale su una parete della stazione Shin-Ochanomizu della Metropolitana di Tokyo in onore dell'ottavo mese (Hazuki).

Nel calendario lunisolare giapponese ogni mese aveva un nome proprio che identificava tradizioni agricole, culturali o religiose del periodo a cui si riferiva, in maniera equivalente al calendario rivoluzionario francese. Questi nomi sono caduti in disuso nella lingua quotidiana, ma vengono tuttora utilizzati in campo poetico; il nome tradizionale del dodicesimo mese, Shiwasu, è invece tuttora di uso comune.
I nomi dei moderni mesi giapponesi, tradotti letteralmente, risultano come "primo mese", "secondo mese" e così via: al numero corrispondente viene aggiunto il suffisso 月 (-gatsu, "mese").
Il vecchio calendario giapponese era un calendario lunare modificato basato sul calendario cinese, e l'anno aveva quindi inizio fra le 3 e le 7 settimane dopo il moderno anno. Perciò, in contesto storico, non è completamente accurato associare il primo mese con gennaio.
| Nome tradizionale giapponese | Nome comune giapponese | Nome italiano |
| --- | ---------------------- | ------------- |
| Mutsuki (睦月? "Mese dell'affetto") | 一月 (ichigatsu)       | Gennaio       |
| Kisaragi (如月? "Mese migliore") o Kinusaragi (衣更着? "Cambio dei vestiti") | 二月 (nigatsu)         | Febbraio      |
| Yayoi (弥生? "Vita nuova") | 三月 (sangatsu)        | Marzo         |
| Uzuki (卯月? "Mese u-no-hana") Lo u-no-hana (卯の花) è un fiore del genere Deutzia. | 四月 (shigatsu)        | Aprile        |
| Satsuki (皐月? "Mese dell'inondazione dei campi") o Sanaetsuki (早苗月? "Mese della semina precoce del riso") | 五月 (gogatsu)         | Maggio        |
| Minazuki (水無月? "Mese dell'acqua") L'ideogramma 無, che normalmente significa "assente" o "non c'è", qui è ateji, cioè usato solo per il suono "na". Nel nome di questo mese il "na" è una particella possesiva, quindi "minazuki" si traduce "mese dell'acqua" e non "mese senz'acqua". Questo è un riferimento all'inondazione dei campi di riso, che richiedono grandi quantità d'acqua. | 六月 (rokugatsu)       | Giugno        |
| Fumizuki (文月? "Mese della cultura") | 七月 (shichigatsu)     | Luglio        |
| Hazuki (葉月? "Mese delle foglie") In giapponese antico era chiamato Haochizuki (Haochizuki? "Mese delle foglie che cadono"). | 八月 (hachigatsu)      | Agosto        |
| Nagatsuki (長月? "Mese lungo") | 九月 (kugatsu)         | Settembre     |
| Kannazuki (神無月? "Mese delle divinità") o Kaminazuki (神無月?) L'ideogramma 無, che normalmente significa "assente" o "non c'è", qui è probabilmente ateji, cioè usato solo per il suono "na". Nel nome di questo mese il "na" è una particella possesiva, quindi "Kaminazuki" si traduce "mese delle divinità" e non "mese senza divinità", similmente a Minazuki. Tuttavia divenne di comune diffusione anche l'altra interpretazione, in quanto in quel mese tutte le divinità Shinto si radunavano al santuario di Izumo nella provincia di Izumo (odierna prefettura di Shimane), lasciando il resto del paese, appunto, senza divinità. A tal proposito, nel dialetto della regione di Izumo, dove si radunano le divinità, il mese viene chiamato Kamiarizuki (神有月? "Mese con gli dei"), dove l’ideogramma “ari” 有 indica il possesso o la presenza: quindi interpretabile come “il mese quando ci sono gli dei”. | 十月 (jūgatsu)         | Ottobre       |
| Shimotsuki (霜月? "Mese del gelo") | 十一月 (jūichigatsu)   | Novembre      |
| Shiwasu (師走? "La corsa del sacerdote") Si riferisce ai molti impegni dei sacerdoti per la preparazione della festività del nuovo anno. | 十二月 (jūnigatsu)     | Dicembre      |

### Suddivisioni del mese
In Giappone la settimana è composta da 7 giorni come quella del calendario gregoriano, ma iniziando di domenica come in America del Nord. La settimana con i sette nomi dei giorni tratti dal sistema latino fu introdotta in Giappone attorno all'anno 800 d.C., assieme al calendario buddhista. Fino al 1876 tale sistema fu però sostanzialmente usato solo per fini astrologici.
I nomi dei giorni, che derivano da quelli dei pianeti visibili ad occhio nudo, furono in Giappone collegati ai cinque elementi della cultura cinese classica (metallo, legno, acqua, fuoco e terra) nonché alla luna e al sole (yin e yang).
| Nome giapponese | Trascrizione in caratteri latini | Elemento             | Nome italiano |
| --------------- | -------------------------------- | -------------------- | ------------- |
| 日曜日          | nichiyōbi                        | Sole                 | Domenica      |
| 月曜日          | getsuyōbi                        | Luna                 | Lunedì        |
| 火曜日          | kayōbi                           | Fuoco (Marte)        | Martedì       |
| 水曜日          | suiyōbi                          | Acqua (Mercurio)     | Mercoledì     |
| 木曜日          | mokuyōbi                         | Legno/Albero (Giove) | Giovedì       |
| 金曜日          | kin'yōbi                         | Metallo/Oro (Venere) | Venerdì       |
| 土曜日          | doyōbi                           | Terra (Saturno)      | Sabato        |

### Giorni del mese
Ogni giorno del mese ha un nome costruito in modo semi-sistematico. Fino a 10 viene generalmente usato il kun (numerale originariamente giapponese), sopra il 10 l'on (numerale derivato dal cinese), ma esistono alcune eccezioni. La tabella che segue riporta i nomi dei giorni costruiti con i numerali tradizionali, ma anche l'uso del numerali arabi (１日, ２日, ３日, etc.) è molto diffuso nella vita di tutti i giorni, tanto da essere quasi divenuta la norma.
| Numero progressivo del giorno | Nome giapponese | Trascrizione in caratteri latini |
| ----------------------------- | --------------- | -------------------------------- |
| 1                             | 一日            | tsuitachi                        |
| 2                             | 二日            | futsuka                          |
| 3                             | 三日            | mikka                            |
| 4                             | 四日            | yokka                            |
| 5                             | 五日            | itsuka                           |
| 6                             | 六日            | muika                            |
| 7                             | 七日            | nanoka                           |
| 8                             | 八日            | yōka                             |
| 9                             | 九日            | kokonoka                         |
| 10                            | 十日            | tōka                             |
| 11                            | 十一日          | jūichi-nichi                     |
| 12                            | 十二日          | jūni-nichi                       |
| 13                            | 十三日          | jūsan-nichi                      |
| 14                            | 十四日          | jūyokka jūyon-nichi              |
| 15                            | 十五日          | jūgo-nichi                       |

| Numero progressivo del giorno | Nome giapponese | Trascrizione in caratteri latini |
| ----------------------------- | --------------- | -------------------------------- |
| 16                            | 十六日          | jūroku-nichi                     |
| 17                            | 十七日          | jūshichi-nichi                   |
| 18                            | 十八日          | jūhachi-nichi                    |
| 19                            | 十九日          | jūkyū-nichi jūku-nichi           |
| 20                            | 二十日          | hatsuka                          |
| 21                            | 二十一日        | nijūichi-nichi                   |
| 22                            | 二十二日        | nijūni-nichi                     |
| 23                            | 二十三日        | nijūsan-nichi                    |
| 24                            | 二十四日        | nijūyokka nijūyon-nichi          |
| 25                            | 二十五日        | nijūgo-nichi                     |
| 26                            | 二十六日        | nijūroku-nichi                   |
| 27                            | 二十七日        | nijūshichi-nichi                 |
| 28                            | 二十八日        | nijūhachi-nichi                  |
| 29                            | 二十九日        | nijūkyū-nichi nijūku-nichi       |
| 30                            | 三十日          | sanjū-nichi                      |
| 31                            | 三十一日        | sanjūichi-nichi                  |